# Ulica Piekarska w Zabrzu
Ulica Piekarska w Zabrzu (dawna nazwa niemiecka: Bäckerwegstraße) − nieistniejąca krótka ulica w Zabrzu, w dzielnicy Zaborze Południe, pomiędzy ul. Wolności a Bielszowicką (także już nieistniejącą). W familoku przy tej ulicy urodził się Janosch (Horst Eckert). Familoki zostały wyburzone podczas budowy Drogowej Trasy Średnicowej w 2005 roku. Mimo starań nie udało się uratować domu Janoscha, wyburzonego wraz z innymi. Dziennikarze Gazety Wyborczej ocalili z niego jedynie kilkadziesiąt cegieł, które następnie stały się nagrodą w konkursie o "Cegłę Janoscha", którego laureata wybierają czytelnicy, spośród osób w ich opinii rozsławiających Górny Śląsk.
Innym znanym mieszkańcem przedwojennej Bäckerwegstraße był reprezentant Niemiec i Preußen Hindenburg, piłkarz Kurt Hanke.
Teren byłej ulicy Piekarskiej znajduje się na trasie Drogowej Trasy Średnicowej, której odcinek z Zaborza do Centrum został oddany do użytku w 2011 roku.

## Ulica Piekarska w kulturze
- Ulicę Piekarską uwiecznił Horst Eckert w powieści "Cholonek, czyli dobry Pan Bóg z gliny"[4].
- Ulicy Piekarskiej poświęcił utwór "ul. Piekarska" zespół Ed'mans[5].

Bůła w Zobrzu hulica Pjekarsko,

Stůnd co rano na gruba śe szło,

Sam Ślůnzoki ńy żodne chacharstwo

Pů bożymu śe żyli sto lot(...)

Na Pjekarskij ńic już ńy ma,

Uostoł pů ńij stary bruk

Przeuorano czorno źymja

Co zapůmńoł uo ńij Bůg

- Film dokumentalny o ulicy Piekarskiej i jej mieszkańcach pt. "Koniec Ulicy" nakręciła Anna Stępczak-Patyk[6].